# R-31 (tên lửa)
RSM-45 R-31 (tên định danh của NATO - SS-N-17 Snipe) là một loại tên lửa SLBM của Liên Xô.
Việc phát triển tên lửa bắt đầu vào đầu thập niên 1970. Nó được trang bị chỉ cho tàu ngầm lớp Yankee II, mục đích ban đầu là để đánh giá. Vụ bắn thử nghiệm đầu tiên diễn ra từ tàu ngầm K-140 lớp Yankee II vào tháng 12 năm 1976. RS-16 là ICBM sử dụng động cơ nhiên liệu rắn đầu tiên trong kho vũ khí chiến lược của Liên Xô. Đây là một tên lửa hai tầng với một đầu đạn hạt nhân 500 kT. Một lợi ích thực tế đặc biệt của thiết là hệ thống phóng dưới mặt nước yên tĩnh, được sử dụng lực nổi của chính tên lửa để nâng nó lên trên bề mặt.
Tên lửa được chính thức trang bị vào tháng 3 năm 1980, nhưng không bao giờ được trang bị cho bất kỳ tàu ngầm nào khác ngoài tàu K-140, và rút khỏi biên chế năm 1991. Rõ ràng tên lửa này có khả năng thực hiện các nhiệm vụ của các SLCM, khi khoảng cách tới mục tiêu thay đổi không đáng kể.

## Quốc gia sử dụng
Liên Xô
- Hải quân Liên Xô